# Toril y Masegoso
Toril y Masegoso – gmina w Hiszpanii, w prowincji Teruel, w Aragonii, o powierzchni 30,67 km². W 2011 roku gmina liczyła 35 mieszkańców.